# Stygia aethiops
Stygia aethiops är en fjärilsart som beskrevs av Otto Staudinger 1887. Stygia aethiops ingår i släktet Stygia och familjen träfjärilar. Inga underarter finns listade i Catalogue of Life.